# Định lý tám đường tròn
Định lý tám đường tròn (hay còn gọi là Định lý Đào về tám đường tròn) là một định lý liên quan đến tám đường tròn được phát biểu như sau: 
Cho sáu điểm A1, A2, A3, A4, A5, A6 nằm trên một đường tròn (A). Điểm B1 nằm trên đường tròn (B) đường tròn (AiAi+1Bi) cắt đường tròn (B) tại điểm thứ hai là Bi+1 cho i=1,2,3,4,5 khi đó A6, B6, B1, A1 nằm trên một đường tròn. Gọi tâm của đường tròn (AiAi+1Bi+1Bi) là Ci khi đó C1C4, C2C5, C3C6 đồng quy

## Chứng minh
Có thể sử dụng trực tiếp bổ đề của Chris Fisher để chứng minh định lý này . Chứng minh bổ đề của Chris Fisher được đưa ra bởi Michel Bataille . Một số chứng minh khác sử dụng kiến thức toán cao cấp đưa ra bởi Gábor Gévay và Ákos G.Horváth có thể xem tại . Các chứng minh thuần túy hình học đưa ra bởi các tác giả Nguyễn Chương Chí  và Nguyễn Ngọc Giang, Lê Viết Ân .

## Định lý đối ngẫu
Trong phát biểu định lý tám đường tròn, nếu gọi đường tròn (AiAi+1Bi+1Bi) là (Ci). Nếu đường tròn (C1) cắt đường tròn (C4) tại hai điểm (D1, D4), đường tròn (C2) cắt đường tròn (C5) tại hai điểm (D2, D5), đường tròn (C1) cắt (C4) tại hai điểm (D3, D6) thì sáu điểm D1, D2, D3, D4, D5, D6 nằm trên một đường tròn 

## Các trường hợp đặc biệt

Khi đường tròn (A) trùng với đường tròn (B) định lý tám đường tròn suy biến về định lý Brianchon

Định lý tám đường tròn và định lý đối ngẫu của nó có thể suy biến thành các Định lý Brianchon và định lý Pascal khi đường conic trong các định lý này là đường tròn, cụ thể:
- Khi đường tròn (B) suy biến thành một điểm, định lý tám đường tròn suy biến thành Định lý Brianchon [7][9]

- Khi đường tròn (A) trùng với đường tròn (B), định lý tám đường tròn suy biến thành Định lý Brianchon[10].

Khi các điểm B1=B2=B3=B4=B5=B6 và tiến ra vô cùng, định lý đối ngẫu của định lý tám đường tròn trở thành trường hợp đặc biệt của định lý Pascal

- Khi đường tròn (B) suy biến thành một điểm và di chuyển ra xa vô cực, định lý đối ngẫu của định lý tám đường tròn trở thành định lý Pascal [8]

- Khi đường tròn (A) là đường tròn ngoại tiếp và đường tròn (B) là đường tròn Lemoine thứ nhất thì đường tròn hình thành theo phát biểu trong định lý đối ngẫu là đường tròn đường tròn Dao symmedial [8][11]